# 國道246號

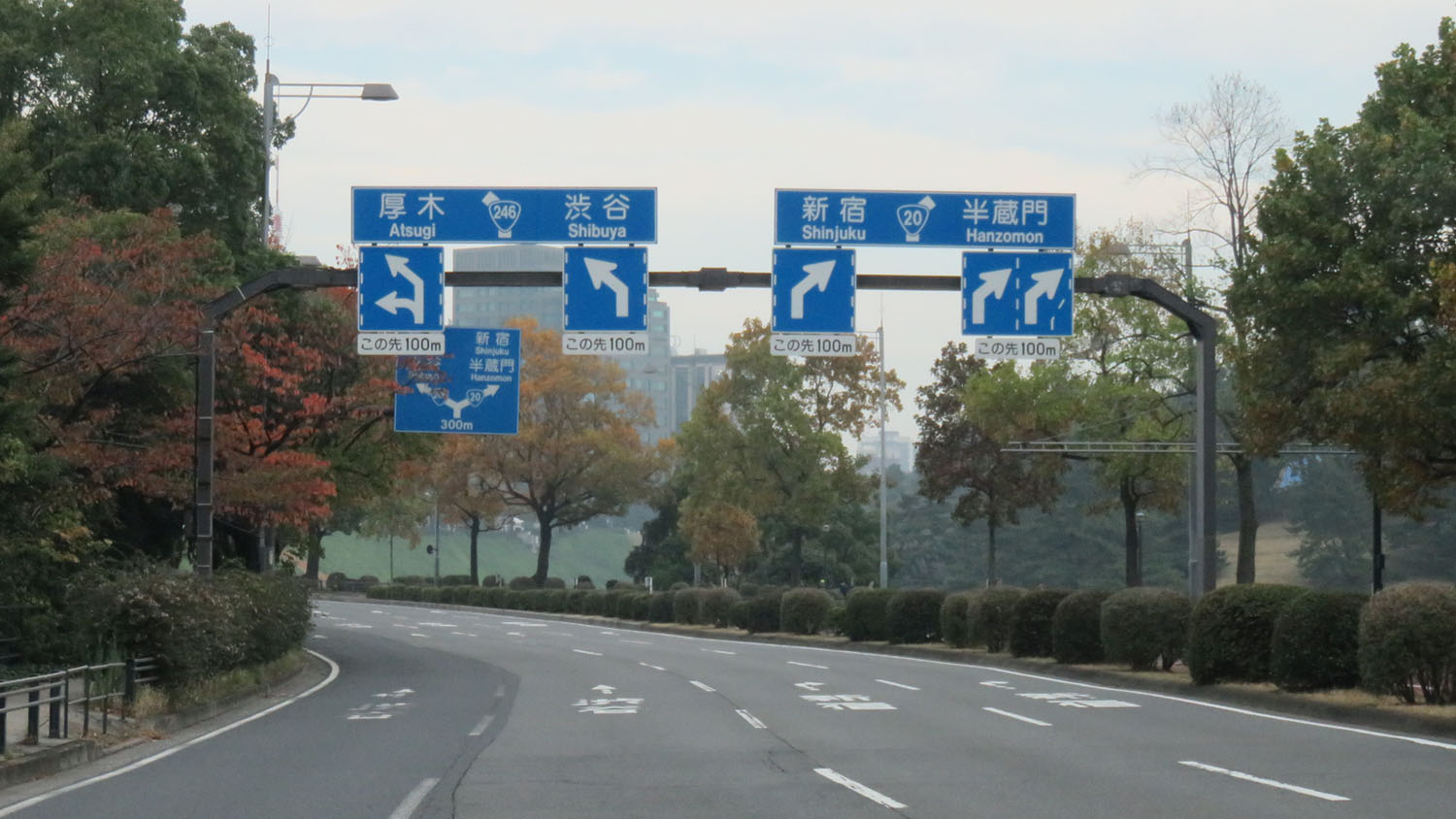
國道246號起點
東京都千代田區三宅坂交差點

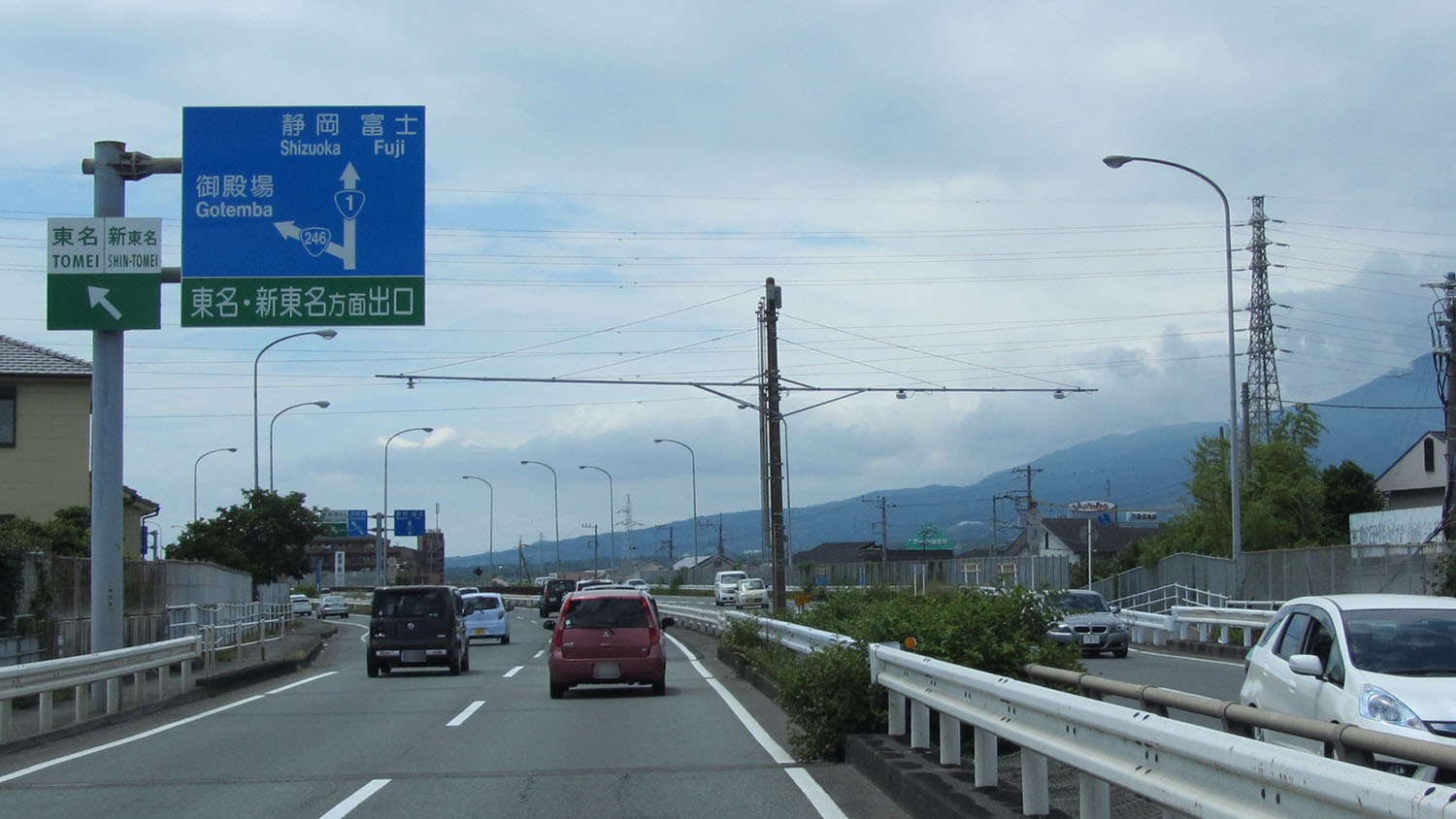
國道246號終點
静岡県沼津市上石田交差點
國道1號沼津繞道西行往國道246號的分岐點

國道246號（日语：国道246号）是一條自日本東京都千代田區開始，途經神奈川縣中部之後再連往靜岡縣沼津市的一般國道。雖然主要是以平面道路接串而成，由於國道246號大致承襲了自律令時代就開始存在的足柄道之路線遺跡，也是東海道的主線遺跡，無論是對東京或對全日本而言，都有相當程度的重要性與知名度。

## 概要
國道246號連結東京都與神奈川縣，雖屬一般道路等級但具有非常高的重要性，而與其起訖點接近的，則還有第一京濱、第二京濱兩條重要性不分上下的道路。不過，與主要連結沿海工業地帶的兩條京濱道路不同，國道246號主要連接的是靠近內陸地帶、以住宅區為主的區域。
在相同區段的替代運輸方面，包括東急田園都市線、小田急線與JR御殿場線等幾條鐵路線，與首都高澀谷線及東名高速兩條高速公路等級的封閉性道路，其路線皆與國道246號頗為鄰近。
由於國道246號的路線包含了赤坂至澀谷之間的青山通等東京市區內的重要街道，對東京居民而言是條耳熟能詳的道路，因此經常被當作歌曲、電影或書籍等創作品的命名，在各類作品中被提及，或是被當作影片或電視廣告的外景地點。

### 道路資訊
依一般國道路線指定政令公布之起終點與經過地如下。
- 距離：125.3公里
- 起點：東京都千代田區（三宅坂交差點，也是與國道20號的交匯點）
- 終點：靜岡縣沼津市（上石田交差點＝國道1號交匯點，與国道469号重複）
國道1號、國道414號（日语：国道414号）終點）
- 政令指定重要經過地：東京都港區（北青山一丁目）、同都澀谷區、同都目黑區、同都世田谷區、川崎市（高津區）、橫濱市、町田市、大和市、座間市、海老名市、厚木市、伊勢原市（田中）、秦野市、神奈川縣足柄上郡松田町、御殿場市、裾野市、靜岡縣駿東郡長泉町
- 總長度：125.3公里（東京都 17.3 km、神奈川縣 52.8 km、橫濱市 11.6 km、川崎市 7.9 km、靜岡縣 35.7 km）含重用延長を含む[2][注 2]
- 重複長度：無[2][注 2]
- 未啟用長度：無[2][注 2]
- 實際長度：125.3 km（東京都 17.3 km、神奈川縣 52.8 km、橫濱市 11.6 km、川崎市 7.9 km、靜岡縣 35.7 km）[2][注 2]
  - 現道 : 123.5 km（東京都 16.3 km、神奈川縣 52.8 km、橫濱市 11.6 km、川崎市 7.2 km、靜岡縣 35.7 km）[2][注 2]
  - 舊道 :　0.8 km（東京都 - km、神奈川縣 - km、橫濱市 - km、川崎市 0.8 km、靜岡縣 - km）[2][注 2]
  - 新道 : 1.1 km（東京都 1.1 km、神奈川縣 - km、橫濱市 - km、川崎市 - km、靜岡縣 - km）[2][注 2]
- 指定區間：東京都千代田區永田町一丁目1番5 - 沼津市大岡字下耕地2768番之3[3]
  - ※東京都世田谷區玉川二丁目1507番3 - 川崎市高津區二子一丁目2411番1 - 同區二子一丁目1番3（經二子橋的路線）除外。

## 歷史

### 律令時代至戰國時代
律令時代，畿內往東國走的是越過足柄峠的「足柄道」，大略接近現在國道246號路線。不過，國道246號是源自江戶時代左右。延曆19年（800年）起的富士山噴發，造成火山灰堆積，足柄道無法通行，取而代之的是越過箱根峠的東海道。最終，雖然足柄道恢復通行，但已回不到昔日的地位。

### 江戶時代
江戶時代，德川初代將軍家康整備五街道之一的東海道時，沿著足柄道整備了新的矢倉澤往還，作為東海道的脇往還。矢倉澤往還相當於現在國道246號的原形。
享保年間，大山講盛行，大山成為山岳信仰的中心。眾多庶民前往位於丹澤山地南端的大山阿夫利神社參拜，發展出大山道（大山街道）。該名現在仍保留於神奈川縣內的道路通稱，與該縣及東京都內的舊道名。

### 近現代
大山街道在明治、大正時期成為地方道，1952年（昭和27年）一級國道制定時仍維持為都縣道。當時的大山街道是田野中的窄小碎石路，加上東京 - 橫濱 - 沼津間已有繼承東海道的一級國道1號與15號，因此翌年1953年（昭和28年）亦未指定為二級國道路線。1956年（昭和31年）指定二級國道第二期路線時，大山街道指定為「二級國道246號東京沼津線」。在此之前的神奈川縣川崎市、橫濱市沿線，交通不便，多農業聚落，充滿田園氛圍。就在此時，平行的東名高速道路開始興建，東急集團也以田園都市線為中心進行開發。沿線的東京都駒澤也成為1964年東京奧運體育場（駒澤奧林匹克公園）所在地。
1965年（昭和40年）廢止一級、二級國道區分，整併為一般國道，「二級國道246號東京沼津線」改為「一般國道246號」。沿線多土地、可進行道路改良的國道246號，被視為是擁堵嚴重、整修空間不大的國道1號繞道路線，開始進行道路改良整備。隨著多摩田園都市開發，沿線急速宅地化，交通量大增，1974年（昭和49年）起興建東京、橫濱繞道。東京、橫濱繞道區間的舊道之後解除國道指定。

### 年表

#### 國道指定以前
- 1920年（大正9年）4月1日 - 依『道路法』（當時），由「東京府告示第百六十二號」、「神奈川縣告示第百二十二號」與「靜岡縣告示第百十九號」指定東京府道第1號東京厚木線，神奈川縣道厚木東京線、厚木御殿場線，靜岡縣道小山厚木線、御殿場小山線、沼津御殿場線。

- 1925年（大正14年）7月 - 二子橋竣工。
- 1927年（昭和2年） - 玉川電車（日语：玉川電車）溝口線開通。二子橋為併用軌道區間。
- 1936年（昭和11年）9月25日 - 「內務省告示第五百十六號」（指定府縣道竝指定地方費道）指定東京府道4號東京秦野線，神奈川縣道1號秦野東京線、縣道2號秦野御殿場線，靜岡縣道6號御殿場秦野線。
- 1945年（昭和20年） -　二子橋上線路從軌道改為鐵道，二子橋成為鐵道、道路併用橋（狹義）。
- 1952年（昭和27年）6月10日 - 新道路法施行。
- 1954年（昭和29年）1月20日 - 「建設省告示第十六號」（主要都道府縣道及市道）認定為主要地方道東京沼津線（東京都千代田區 - 靜岡縣沼津市）。
- 1955年（昭和30年）
  - 3月4日 - 「神奈川縣告示第百三十六號」指定為神奈川縣主要地方道東京沼津線[9]。
  - 12月15日 - 「東京都告示第千五十八號」指定為東京都主要地方道東京沼津線[10]。

#### 國道指定以後
- 1956年（昭和31年）7月10日 - 二級國道246號東京沼津線（東京都千代田區 - 沼津市）指定施行[11]。
- 1959年（昭和34年） - 沿線的多摩田園都市開始開發。
- 1965年（昭和40年）4月1日 - 道路法修正，廢除一級、二級區分，成為一般國道246號[1]。
- 1966年（昭和41年）4月1日 - 東急田園都市線開通。二子橋上的線路移轉至專用橋（日语：多摩川橋梁 (東急田園都市線)）。
- 1966年（昭和41年）度 - 裾野繞道動工。
- 1969年（昭和44年） - 東急玉川線（日语：東急玉川線）廢止。解除併用軌道狀態。
- 1970年（昭和45年）3月 - 澀谷 - 三軒茶屋間設置東京都第一條公車專用道（與目黑通、玉川通）。同年11月延長至瀨田交差點[12]。
- 1971年（昭和46年） - 澀谷 - 用賀路段上空的首都高速3號澀谷線開通。
- 1974年 (昭和49年)度 - 神奈川縣內的國道246號靜岡縣界側14.4 km區間從神奈川縣移交建設省管轄（部分區間在昭和53年度移管）
- 1974年（昭和49年）
  - 3月 - 新二子橋竣工。（1978年6月啟用）
  - 4月3日 - 東京、橫濱繞道（日语：東京・横浜バイパス）高津區溝口（日语：溝口 (川崎市)）地區啟用。
- 1978年（昭和53年）
  - 6月30日 - 玉川高架橋完成，包含新二子橋在內的玉川 - 川崎市高津區二子（實際上是高津區久地）間（二子玉川站 - 高津站）啟用。
  - 12月20日 - 東京、橫濱繞道與府中街道（日语：府中街道）立體交會（府中縣道立體）啟用。
- 1979年（昭和54年）7月17日 - 東京、橫濱繞道川崎市宮前區（當時為高津區）馬絹 - 有馬區間啟用。
- 1980年（昭和55年）
  - 4月7日 - 東京、橫濱繞道高津區下作延地區（溝之口站 - 梶谷站）啟用。津田山陸橋暫定2車道。
  - 7月23日 - 東京、橫濱繞道川崎市高津區梶谷 - 馬絹間啟用。東京、橫濱繞道全線通車。
- 1982年（昭和57年）3月29日 - 津田山陸橋第2期完成。東京、橫濱繞道全線4車道化。
- 1983年（昭和58年） - 山北繞道（日语：山北バイパス）動工。
- 1988年（昭和63年）3月 - 山北繞道谷峨地區啟用（暫定2車道）。
- 1989年（平成元年）3月17日 - 大和厚木繞道（日语：大和厚木バイパス）鶴間地區啟用。
- 1992年（平成4年）3月25日 - 大和、厚木繞道目黑地區啟用。
- 1993年（平成5年）12月3日 - 瀨田藝術隧道啟用。
- 1994年（平成6年）3月24日 - 裾野繞道全線通車（部分區間暫定2車道）
- 1998年（平成10年）3月10日 - 橫濱市青葉區市尾立體啟用。
- 2003年（平成15年）3月20日 - 山北繞道瀨戶地區啟用（暫定2車道）。
- 2006年（平成18年）
  - 3月5日 - 橫濱市青葉區新石川立體啟用。
  - 4月 - 東京都港區赤坂一丁目（特許廳前交差點） - 千代田區永田町二丁目（平河町交差點）間約1.1 km指定為國道246號，移交國土交通省管轄[13]。
- 2012年（平成24年）12月20日 - 山北繞道向原地區啟用，山北繞道全線通車。
- 2021年（令和3年）10月 - 橫濱市內區間廢除50km/h限速設定，與接續的川崎市區間、町田市區間採用同樣的法定速度

## 路線狀況

### 東京都內

#### 青山通
從起點的千代田區三宅坂，經赤坂、青山（表參道）至澀谷區澀谷（東京都道305號芝新宿王子線、明治通交點）的區間即為著名的「青山通」。大略為雙向各3 - 4車道，在港區赤坂見附交差點與外堀通、辯慶橋立體交會。

#### 玉川通

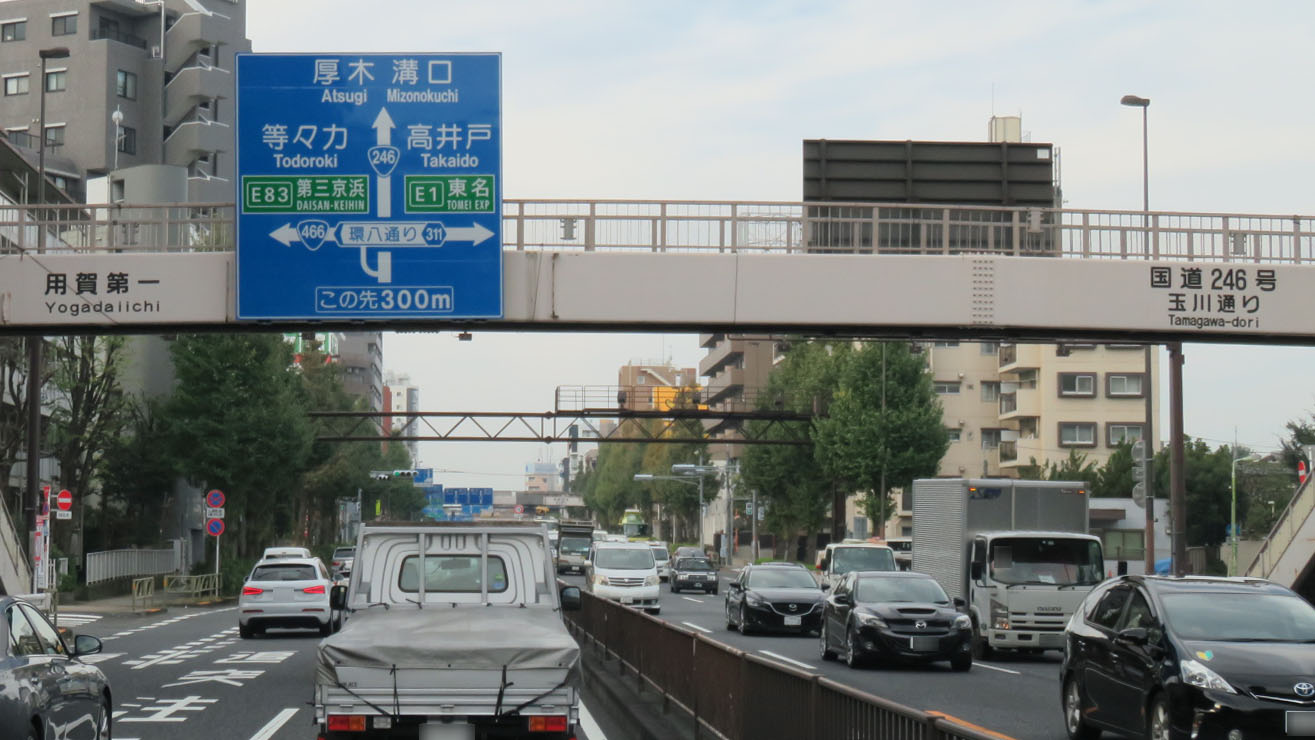
「玉川通」與國道466號的分岐點（東京都世田谷區用賀）

澀谷區明治通交點（澀谷署前交差點）至都縣界多摩川（新二子橋）的區間稱做「玉川通」，是城南地域的交通軸心。澀谷站前與明治通的交會點上方有1968年（昭和43年）完成的『猛獁象步道橋』與首都高速3號澀谷線高架。地下有田園都市線通過，沿線為商業區。玉川通區間是雙向各3車道，但商店前有很多貨車和乘用車停留，加上等待的大型貨車停靠於路旁，實際上只有雙向各2車道能運作。通勤時段常有交通堵塞。玉川通也是東京都內二輪車交通量最多的道路。
三軒茶屋交差點有世田谷通從右方分岔。世田谷區新町至瀨田交差點之間在現在的新道開通以前，是經由櫻新町、用賀。該舊道在1907年（明治40年）至1969年（昭和44年）有玉電（玉川電氣鐵道→東急玉川線）的併用軌道行駛。舊道現在稱作舊大山街道，新町至櫻新町站前現為世田谷區道、桜新町駅前一帶是瀨田交差點為東京都道427號瀨田貫井線。
戰後有段時間，雙向僅一車道，、玉電除部分區間外都行駛於併用軌道上，未設人行道，之後進行道路拓寬，大坂（目黑區青葉台。神泉町交差點 - 大橋間）、澀谷附近成為雙向各5車道。1969年（昭和44年）玉電廢止，1971年（昭和46年）利用部分車道與原玉電軌道部分用地興建首都高速3號澀谷線（澀谷 - 用賀間）。首都高速道路開通前，大坂可眺望富士山方向。首都高速道路從澀谷警察署前至用賀一丁目為止都架在國道246號上。

### 神奈川縣內

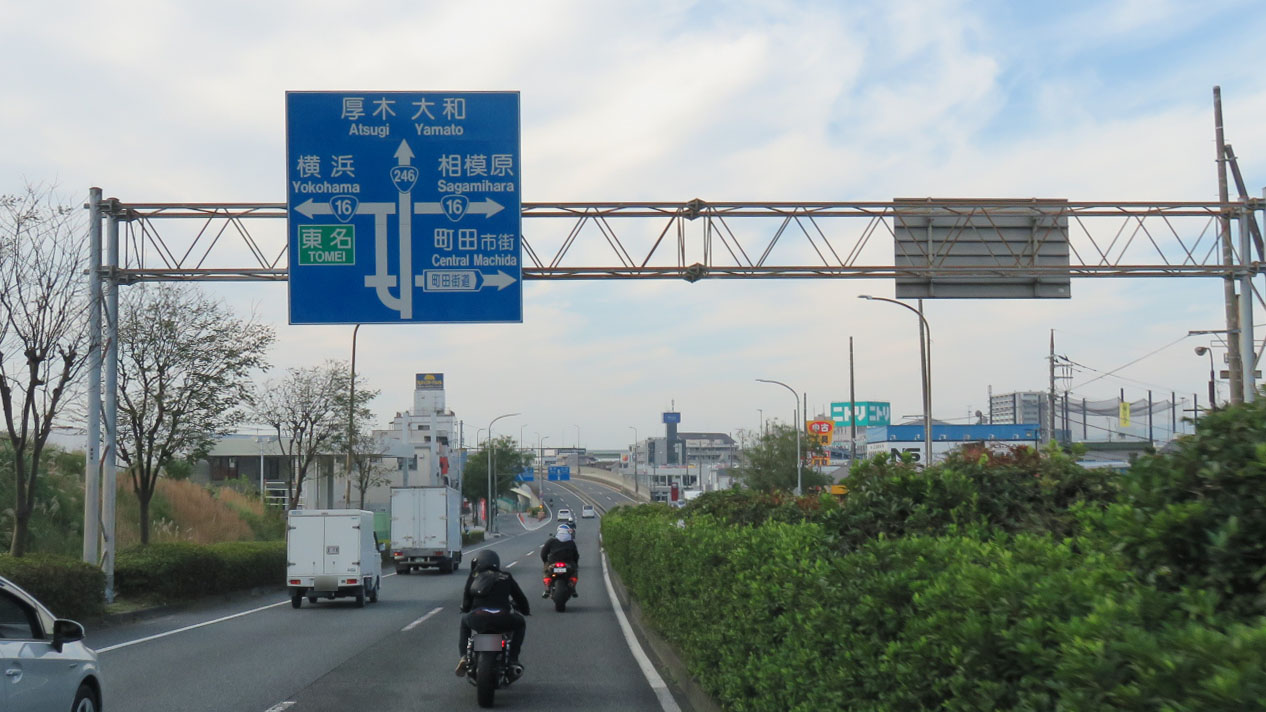
與國道16號交會（神奈川縣橫濱市綠區）

#### 都縣界 - 厚木市
從新二子橋跨越多摩川後進入川崎市。作為川崎市、橫濱市等臥城的幹線道路，家電量販店等路邊式店舗林立。由於地勢起伏多，打造出連續的立體交會。此區段為雙向各2車道。雖然有江田站東與下長津田、東原（僅下行）等堵塞點，但立體交會設計依然發揮其功效。並行的東名高速道路與第三京濱道路可作為收費的國道246號繞道。接著在橫濱市青葉區市尾附近與東名高速道路橫濱青葉交流道接續、，在町田市鶴間以鶴間高架橋（東名入口交差點上）與國道16號立體交會，並在國道16號附近與橫濱町田交流道接續。有條支線是從上草柳交差點分岔至神奈川縣道40號橫濱厚木線相模大塚交差點，等同於大和厚木繞道的現道（現在已解除國道指定，由大和市管理）。
跨過相模川進入厚木市，在金田陸橋與來自橋本方向的國道129號匯合後（水引陸橋的陸橋部分為雙向各2車道（側道為雙向各1車道）），至船子陸橋為雙向各3車道。該區間由於有國道246號與國道129號的車流會合，白天交通量非常大，尖峰時刻有堵塞情形發生。國道129號在船子陸橋轉往平塚市方向，國道246號則沿陸橋側道往前。

#### 厚木市 - 松田町
與國道129號分離後為雙向各1車道。秦野市內由於多平面交會，路邊式店舗也多，地方居民與通過車流形成慢性交通堵塞。從伊勢原市到秦野市的善波峠，以及秦野市與松田町之間的四十八瀨川並行區間，居民與車流量皆少。
目前有規劃一條繞道從首都圈中央連絡自動車道圈央厚木交流道穿越伊勢原市山區至秦野市（厚木秦野道路）。道路在秦野市菖蒲八澤入口交差點附近與新東名高速道路新秦野交流道接續。

#### 松田町 - 縣界

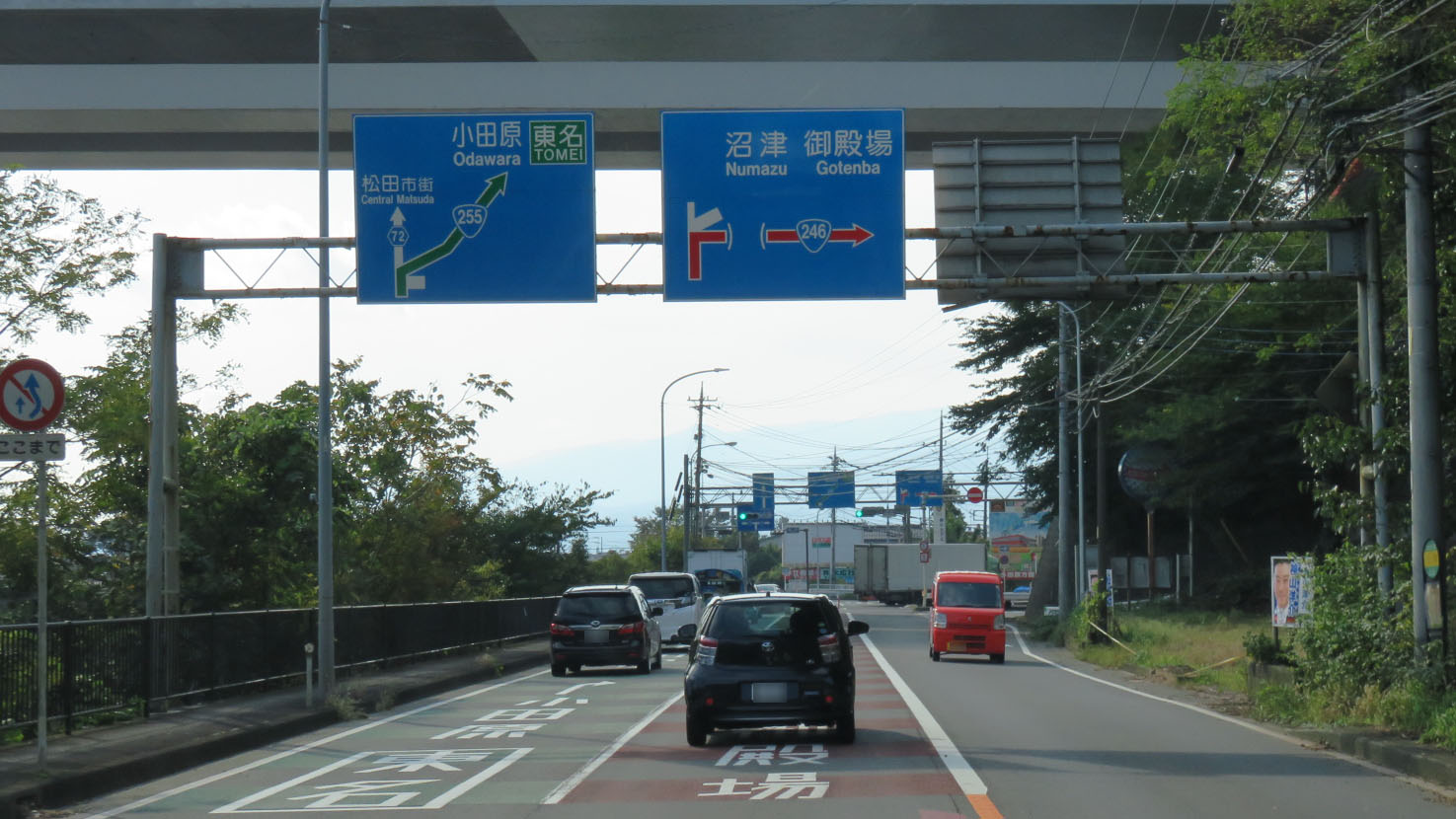
國道255號分岔點（神奈川縣足柄上郡松田町）

國道246號在足柄上郡松田町籠場與國道255號分離。JR御殿場線東山北站一帶道路狹小，常有慢性交通堵塞，但在2012年12月山北繞道（向原地區）完成後，恢復與前後區間同寬。通過清水橋後，至縣界聞指為雙向各2車道。另，清水橋前雖然路寬有四車道，但中間都是護欄與油漆區。

### 靜岡縣內

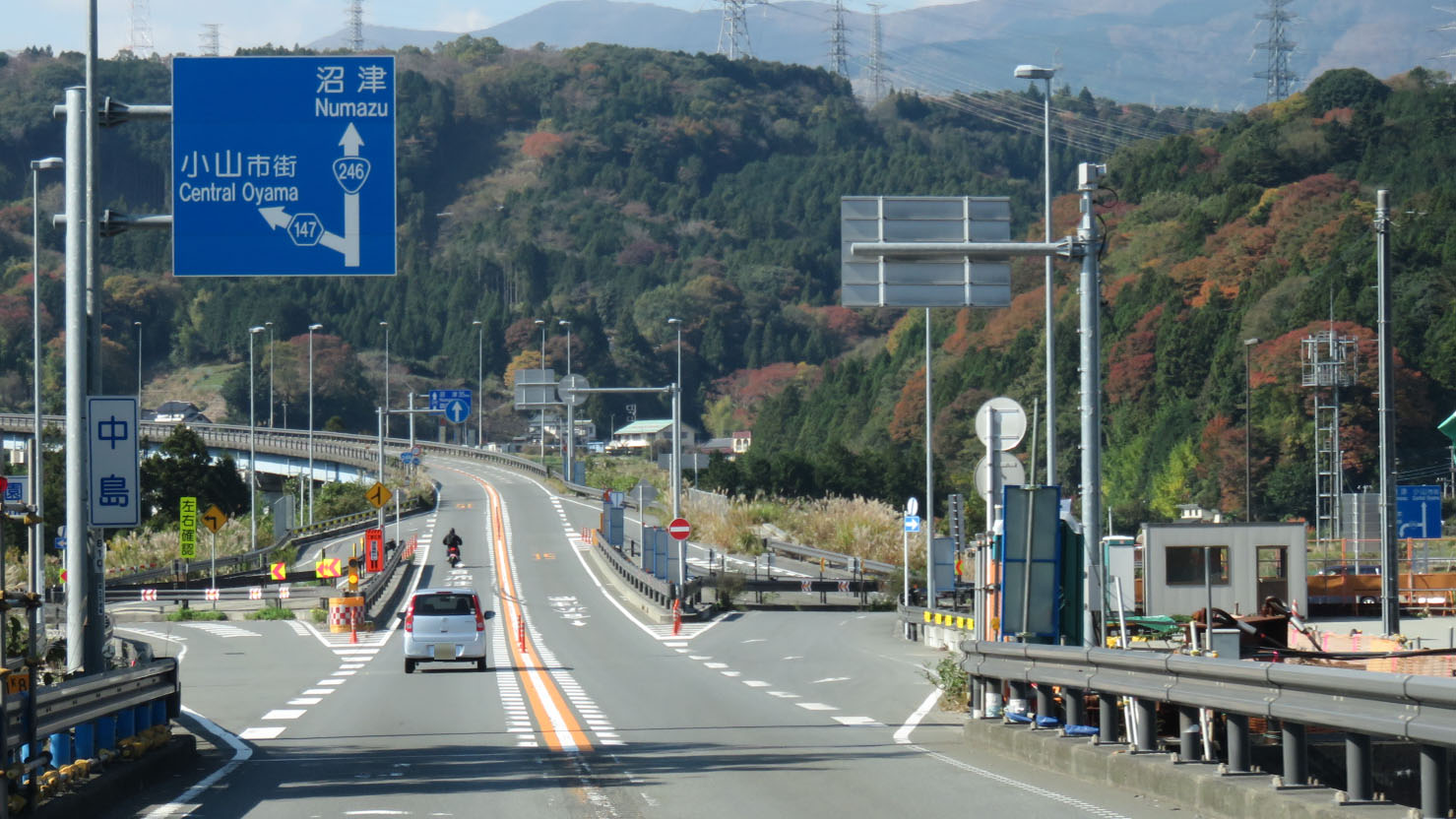
裾野繞道（靜岡縣駿東郡小山町中島附近）

靜岡縣內在昭和50年代起，裾野市部分區間、駿東郡小山町部分區間開始進行道路拓寬與裾野繞道等新道、繞道整備。至1990年代，沼津市內 - 駿東郡長泉町內 - 裾野市內的整備持續進行（特別是駿東郡長泉町內 - 沼津市內的舊道與新道路線大幅變更）。
2005年，裾野市內 - 沼津市內（靜岡縣道83號沼津交流道線的結點）完成4車道拓寬，2006年度完成御殿場市內（御殿場警察署前） - 小山町內（生土）4車道拓寬，除了小山町內山區以外，幾乎全區間都為雙向各2車道構造。相對於沒有繞道的伊勢原 - 秦野區間，車流明顯順暢。
裾野繞道沿線在近年入駐許多郊外型餐廳與大型零售店。此外，御殿場市內部分區間有國土交通省提通道路資訊的路側放送。
在進入國道246號終點沼津市後，與通往東名高速沼津交流道的靜岡縣道83號沼津交流道線匯合，由於沿線有許多面向伊豆觀光客的餐飲店，因此有沼津美食街道之稱。
2007年8月，與沼津交流道線交會的沼津交流道南交差點完成立體化，而連接該交差點與國道1號共榮町交差點的市道也正式啟用。往靜岡方向的車流更加順暢，靜岡縣道83號沼津交流道線的堵塞也稍有緩解。與此相反，新的問題是，從成為國道1號新節點的京榮町交差點開始，在尖峰時段的交通擁堵十分明顯。
2009年7月，東名高速道路沼津交流道往伊豆方向的東駿河灣環狀道路部分開通。該路線在長泉交流道與裾野繞道接續，成為裾野市區與長泉地區往沼津交流道的新路線，同樣可和緩靜岡縣道83號沼津交流道線的車潮。

### 通稱、繞道

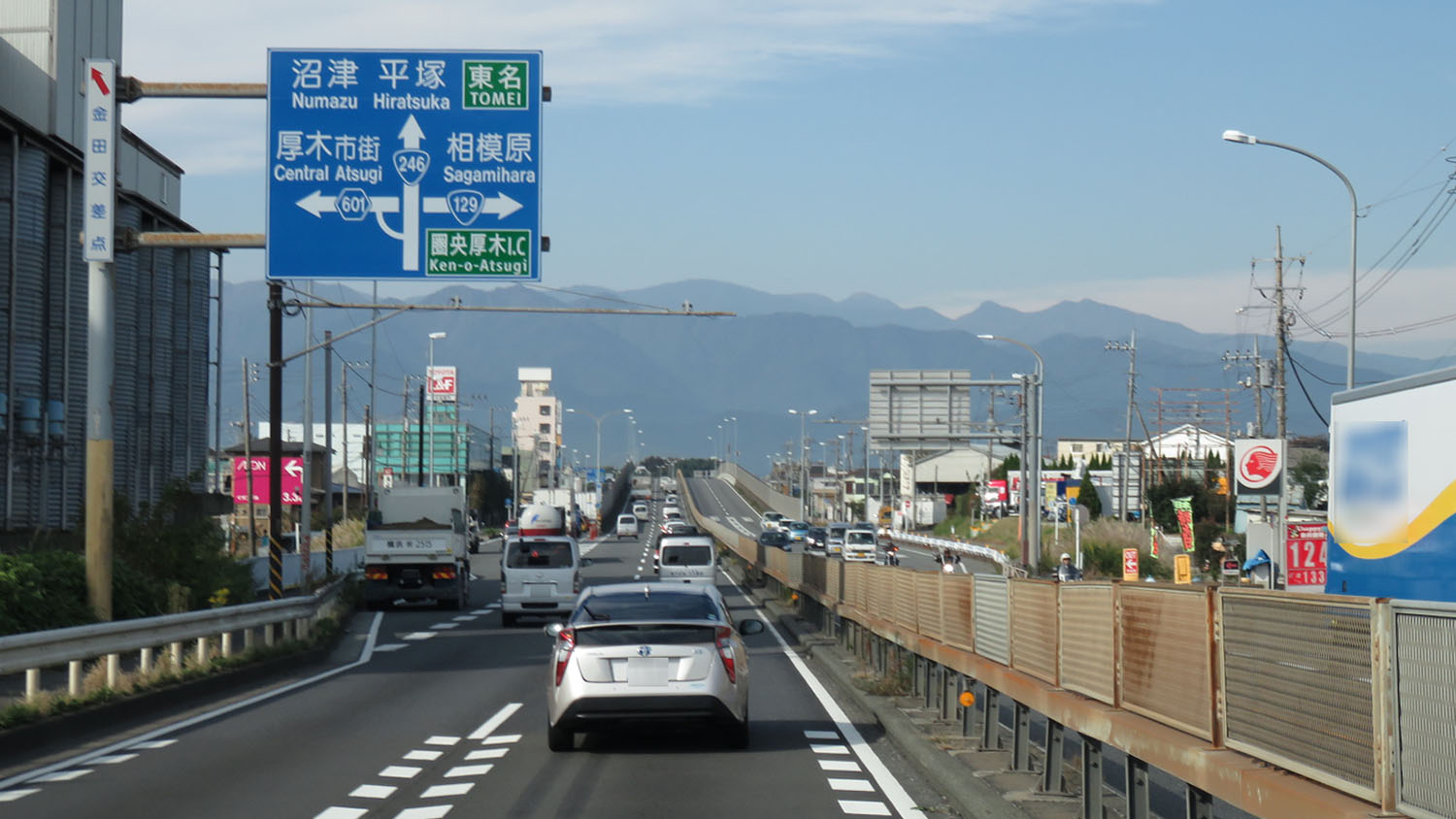
大和厚木繞道（國道129號的分岐點）（神奈川縣厚木市金田）

- 永田町繞道（支線：東京都港區赤坂一丁目（特許廳前交差點） - 千代田區永田町二丁目（平河町交差點））[18][13]
外堀通（東京都道405號外濠環狀線（日语：東京都道405号外濠環状線））特許廳前交差點經眾議院、參議院會館前，在國會圖書館前左轉至永田町國道246號平河町交差點，總長1.1 km的繞道[19]。2006年（平成18年）4月1日從原來的都道指定為一般國道246號[19]。沿線有國會議事堂、總理大臣官邸、內閣府、自由民主黨本部。根據東京國道事務所說明，指定為一般國道246號繞道（支線）的目的是「減緩三宅坂的堵塞，提升國會議事堂及首相官邸的交通」，自由科學作家佐藤健太郎認為是將自民黨本部至首相官邸的道路交由國家管理[19]。
- 青山通[20]：（東京都千代田區永田町一丁目 - 東京都澀谷區澀谷三丁目）
- 玉川通[21][22]：（東京都澀谷區櫻丘町 - 東京都世田谷區玉川一丁目）
- 厚木街道[22]・厚木大山街道[注 3]
- 東京、橫濱繞道（日语：東京・横浜バイパス）[注 4]（東京都世田谷區玉川 - 神奈川縣川崎市 / 橫濱市界）
- 大和厚木繞道（日语：大和厚木バイパス）（神奈川縣大和市上草柳 - 神奈川縣厚木市）
- 厚木秦野道路（神奈川縣厚木市中依知 - 神奈川縣秦野市八澤）：未開通
- 山北繞道（日语：山北バイパス）（神奈川縣足柄上郡山北町向原、神奈川縣足柄上郡山北町大字山北 - 神奈川縣足柄上郡山北町大字川西）- 向原地區又稱「向原繞道」。
- 裾野繞道（日语：裾野バイパス）（靜岡縣駿東郡小山町 - 靜岡縣沼津市）
- 沼津美食街道（日语：沼津ぐるめ街道）（靜岡縣沼津市）

### 重複區間
- 國道129號[注 5]（神奈川縣厚木市金田金田陸橋、金田交差點 - 厚木市田村町）
- 國道412號（日语：国道412号）（神奈川縣厚木市）
- 國道255號（日语：国道255号）（神奈川縣秦野市平澤 - 足柄上郡松田町）

### 道路設施

#### 隧道
- 下鶴間隧道（神奈川縣大和市）
- 船子洞門（神奈川縣厚木市） - 僅下行
- 新善波隧道（日语：善波峠）（神奈川縣伊勢原市、秦野市界）
- 淺間山隧道（神奈川縣足柄上郡山北町）
- 新安戶隧道（日语：安戸）（神奈川縣足柄上郡山北町）
- 瀨戶洞門（神奈川縣足柄上郡山北町）
- 瀨戶隧道（神奈川縣足柄上郡山北町）
- 谷峨隧道（神奈川縣足柄上郡山北町）
- 諸淵隧道（神奈川縣足柄上郡山北町）
- 城山隧道（神奈川縣足柄上郡山北町）
- 湯船隧道（靜岡縣駿東郡小山町）
- 大久保隧道（靜岡縣駿東郡小山町）
- 桃園隧道（靜岡縣裾野市桃園）

#### 道之驛
- 靜岡縣
  - 富士小山（日语：道の駅ふじおやま）（駿東郡小山町）

### 道路廣播
- 御殿場

## 地理
在東京都心至靜岡縣沼津市的一般國道中，從丹澤山地與箱根山之間，沿著足柄峠附近的酒匂川穿過神奈川、靜岡縣界的國道246號，位於越過箱根峠的國道1號北側。相較於東海道（國道1號），本路線較為迂迴，但地勢高低差較小，安全性較高。由於在東京都心部沿線有國家政府、立法機關聚集的永田町，以及赤坂、青山、澀谷等辦公商區與時尚重鎮。加上貫穿世田谷至川崎、橫濱的高級住宅區，使得國道246號成為著名且具重要性的道路。而與東名高速道路及東急田園都市線並行的國道246號，在東急集團進行多摩田園都市大規模開發下，沿線從昭和至平成時期快速發展。
此外，東急田園都市線大部分路線、相鐵本線大和至海老名間、小田急小田原線海老名 - 新松田間、JR御殿場線松田站 - 大岡間、首都高速3號澀谷線與東名高速道路等大略都在國道246號旁。特別是東急田園都市線的澀谷區道玄坂至世田谷區新町一丁目區間就在國道246號下方，而其直通的東京地下鐵半藏門線永田町站至澀谷區宮益坂也從道路下方通過。

### 通過自治體
- 東京都
  - 千代田區 - 港區 - 澀谷區 - 目黑區 - 世田谷區
- 神奈川縣
  - 川崎市（高津區 - 宮前區） - 橫濱市（青葉區 - 綠區）
- 東京都
  - 町田市
- 神奈川縣
  - 橫濱市（瀨谷區） - 大和市 - 座間市 - 海老名市 - 厚木市 - 伊勢原市 - 秦野市 - 足柄上郡松田町 - 足柄上郡山北町
- 靜岡縣
  - 駿東郡小山町 - 御殿場市 - 裾野市 - 駿東郡長泉町 - 沼津市

### 交會道路
| 交會道路                                                                          | 都道府縣名 | 市町村名 | 市町村名 | 交會處                                           | 交會處                        |
| --------------------------------------------------------------------------------- | ---------- | -------- | -------- | ------------------------------------------------ | ----------------------------- |
| 國道20號 / 甲州街道                                                               | 東京都     | 千代田區 | 千代田區 | 隼町、永田町一丁目                               | 三宅坂交差點 / 起點           |
| 東京都道405號外濠環狀線 / 外堀通                                                  | 東京都     | 港區     | 港區     | 元赤坂一丁目、赤坂三丁目                         | 赤坂見附交差點                |
| 東京都道319號環狀三號線 / 外苑東通                                                | 東京都     | 港區     | 港區     | 元赤坂二丁目、北青山一丁目、南青山一丁目與二丁目 | 青山一丁目交差點              |
| 東京都道414號四谷角筈線                                                           | 東京都     | 港區     | 港區     | 北青山二丁目與三丁目、南青山二丁目與三丁目       | 青山二丁目交差點              |
| 東京都道418號北品川四谷線 / 外苑西通                                              | 東京都     | 港區     | 港區     | 北青山二丁目、南青山三丁目                       | 南青山三丁目交差點            |
| 東京都道413號赤坂杉並線東京都道413号赤坂杉並線 / 表參道通                         | 東京都     | 港區     | 港區     | 北青山三丁目、南青山三丁目與五丁目               | 表參道交差點                  |
| 東京都道412號霞關澀谷線 / 六本木通                                                | 東京都     | 澀谷區   | 澀谷區   | 澀谷二丁目與三丁目                               | 澀谷警察署前交差點            |
| 東京都道305號芝新宿王子線 / 明治通                                                | 東京都     | 澀谷區   | 澀谷區   | 澀谷二丁目與三丁目                               | 澀谷站東口交差點              |
| 首都高速3號澀谷線                                                                 | 東京都     | 澀谷區   | 澀谷區   | 南平台町                                         | 澀谷出入口 上行入口、下行出口 |
| 東京都道317號環狀六號線 / 舊山手通                                                | 東京都     | 澀谷區   | 澀谷區   | 南平台町、神泉町                                 | 神泉町交差點                  |
| 東京都道317號環狀六號線 / 舊山手通                                                | 東京都     | 目黑區   | 目黑區   | 青葉台三丁目與四丁目                             | 神泉町交差點                  |
| 東京都道317号環狀六號線 / 山手通                                                  | 東京都     | 目黑區   | 目黑區   | 大橋一丁目與二丁目                               | 大橋交差點                    |
| 首都高速3号渋谷線                                                                 | 東京都     | 目黑區   | 目黑區   | 大橋二丁目、東山三丁目                           | 池尻出入口                    |
| 首都高速3号渋谷線                                                                 | 東京都     | 世田谷區 | 世田谷區 | 池尻二丁目與三丁目                               | 池尻出入口                    |
| 東京都道420號鮫洲大山線                                                           | 東京都     | 世田谷區 | 世田谷區 | 池尻二丁目與三丁目、三宿一丁目                   | 三宿交差點                    |
| 首都高速3號澀谷線                                                                 | 東京都     | 世田谷區 | 世田谷區 | 太子堂一丁目與二丁目、三軒茶屋一丁目             | 三軒茶屋出入口                |
| 東京都道3號世田谷町田線 / 世田谷通                                                | 東京都     | 世田谷區 | 世田谷區 | 太子堂二丁目、三軒茶屋二丁目                     | 三軒茶屋交差點                |
| 東京都道318號環狀七號線 / 環七通                                                  | 東京都     | 世田谷區 | 世田谷區 | 上馬二丁目與四丁目、野澤二丁目與四丁目           | 上馬交差點                    |
| 東京都道426號上馬奧澤線 / 自由通                                                  | 東京都     | 世田谷區 | 世田谷區 | 上馬四丁目、駒澤一丁目與二丁目                   | 駒澤大學前交差點              |
| 第三京濱道路 / 國道466號 東京都道311號環狀八號線 / 環八通 東京都道427號瀨田貫井線 | 東京都     | 世田谷區 | 世田谷區 | 玉川台一丁目、瀨田三丁目                         | 瀨田交差點                    |
| 東京都道11號大田調布線 / 多摩堤通 川崎市道幸多摩線 多摩沿線道路                   | 東京都     | 世田谷區 | 世田谷區 | 玉川三丁目                                       | 二子玉川交差點                |
| 東京都道11號大田調布線 / 多摩堤通 川崎市道幸多摩線 多摩沿線道路                   | 神奈川縣   | 川崎市   | 高津區   | 瀨田、二子一丁目                                 | 二子玉川交差點                |
| 國道409號 神奈川縣道、東京都道9號川崎府中線 / 府中街道（川崎街道）                | 神奈川縣   | 川崎市   | 高津區   | 溝口六丁目、久地一丁目                           | 溝之口交差點                  |
| 川崎市道野川菅生線 / 尻手黑川道路                                                 | 神奈川縣   | 川崎市   | 宮前區   | 馬絹                                             | 尻手黑川國道下交差點          |
| 神奈川縣道102號荏田綱島線                                                         | 神奈川縣   | 橫濱市   | 青葉區   | 荏田町                                           | 新石川交差點                  |
| 神奈川縣道13號橫濱生田線                                                          | 神奈川縣   | 橫濱市   | 青葉區   | 荏田                                             | 荏田交差點                    |
| 神奈川縣道12號橫濱上麻生線 / 橫濱上麻生道路                                       | 神奈川縣   | 橫濱市   | 青葉區   | 市尾町                                           | 市尾交差點                    |
| E1東名高速道路                                                                    | 神奈川縣   | 橫濱市   | 青葉區   | 下谷本町                                         | 橫濱青葉交流道                |
| 神奈川縣道、東京都道140號川崎町田線                                               | 神奈川縣   | 橫濱市   | 青葉區   | 田奈町、白鳥台                                   |                               |
| 神奈川縣道139號真光寺長津田線                                                     | 神奈川縣   | 橫濱市   | 綠區     | 長津田一丁目、伊吹野                             | 片町交差點                    |
| 東京都道141號辻原町田線 / 町田街道                                                | 東京都     | 町田市   | 町田市   | 小川、鶴間                                       | 町田市辻交差點                |
| 國道16號                                                                          | 東京都     | 町田市   | 町田市   | 鶴間                                             | 東名入口交差點                |
| 神奈川縣道、東京都道56號目黑町町田線                                              | 神奈川縣   | 橫濱市   | 瀨谷區   | 目黑町、五貫目町                                 | 目黑交差點                    |
| 神奈川縣道401號瀨谷柏尾線                                                         | 神奈川縣   | 橫濱市   | 瀨谷區   | 目黑町                                           | 瀨谷入口交差點                |
| 國道467號                                                                         | 神奈川縣   | 大和市   | 大和市   | 下鶴間、深見                                     | 立體交會（下鶴間隧道）        |
| 神奈川縣道42號藤澤座間厚木線                                                      | 神奈川縣   | 座間市   | 座間市   | 南栗原六丁目                                     | 西原交差點                    |
| 神奈川縣道407號杉久保座間線                                                       | 神奈川縣   | 海老名市 | 海老名市 | 國分北一丁目、上今泉二丁目                       | 立體交會（高架）              |
| 東京都道、神奈川縣道51號町田厚木線                                                | 神奈川縣   | 海老名市 | 海老名市 | 下今泉五丁目                                     | 下今泉交差點 今泉第三陸橋     |
| 國道129號 重複區間起點 神奈川縣道601號酒井金田線                                  | 神奈川縣   | 厚木市   | 厚木市   | 金田                                             | 金田交差點                    |
| 國道412號 / 舊道 重複區間起點                                                     | 神奈川縣   | 厚木市   | 厚木市   | 妻田西一丁目                                     |                               |
| 神奈川縣道43號藤澤厚木線                                                          | 神奈川縣   | 厚木市   | 厚木市   | 妻田東二丁目                                     | 妻田向市場交差點              |
| 國道412號 / 新道 神奈川縣道60號厚木清川線 重複                                    | 神奈川縣   | 厚木市   | 厚木市   | 松枝二丁目                                       | 市立醫院前交差點              |
| 神奈川縣道603號上粕屋厚木線                                                       | 神奈川縣   | 厚木市   | 厚木市   | 水引一丁目                                       | 水引陸橋                      |
| 國道129號 重複區間終點 國道412號 重複區間終點                                     | 神奈川縣   | 厚木市   | 厚木市   | 田村町                                           | 船子陸橋                      |
| 神奈川縣道603號上粕屋厚木線 重複區間起點                                          | 神奈川縣   | 厚木市   | 厚木市   | 船子                                             | 船子洞門交差點                |
| 神奈川縣道603號上粕屋厚木線 重複區間終點                                          | 神奈川縣   | 厚木市   | 厚木市   | 船子                                             | 森之里入口交差點              |
| 神奈川縣道604號愛甲石田停車場酒井線 神奈川縣道604號愛甲石田停車場酒井線 / 別線    | 神奈川縣   | 伊勢原市 | 伊勢原市 | 石田                                             | 愛甲石田交差點                |
| 神奈川縣道22號橫濱伊勢原線                                                        | 神奈川縣   | 伊勢原市 | 伊勢原市 | 下糟屋                                           | 上北根交差點                  |
| 神奈川縣道44號伊勢原藤澤線 神奈川縣道63號相模原大磯線 重複區間起點                | 神奈川縣   | 伊勢原市 | 伊勢原市 | 田中                                             | 市役所入口交差點              |
| 神奈川縣道61號平塚伊勢原線                                                        | 神奈川縣   | 伊勢原市 | 伊勢原市 | 田中、板戶                                       | 伊勢原交差點                  |
| 神奈川縣道63號相模原大磯線 重複區間終點 神奈川縣道611號大山板戶線                 | 神奈川縣   | 伊勢原市 | 伊勢原市 | 板戶                                             | 板戶交差點                    |
| 神奈川縣道612號上粕屋南金目線 重複區間起點                                        | 神奈川縣   | 伊勢原市 | 伊勢原市 |                                                  | 神戶的工業團地入口交差點      |
| 神奈川縣道612號上粕屋南金目線 重複區間終點                                        | 神奈川縣   | 伊勢原市 | 伊勢原市 |                                                  | 坪之內的櫻坂交差點            |
| 厚木秦野道路                                                                      | 神奈川縣   | 伊勢原市 | 伊勢原市 | 善波                                             | 伊勢原西交流道                |
| 神奈川縣道70號秦野清川線 神奈川縣道704號秦野停車場線                              | 神奈川縣   | 秦野市   | 秦野市   | 曾屋                                             | 名古木交差點                  |
| 神奈川縣道71號秦野二宮線                                                          | 神奈川縣   | 秦野市   | 秦野市   |                                                  | 落合立體                      |
| 神奈川縣道705號堀山下秦野停車場線                                                 | 神奈川縣   | 秦野市   | 秦野市   | 曾屋                                             | 曾屋交流道                    |
| 神奈川縣道62號平塚秦野線                                                          | 神奈川縣   | 秦野市   | 秦野市   | 平澤                                             | 堀川入口交差點                |
| 神奈川縣道708號秦野大井線                                                         | 神奈川縣   | 秦野市   | 秦野市   | 松原町                                           | 曲松交差點                    |
| 神奈川縣道706號丹澤公園松原町線 神奈川縣道707號澀澤停車場線                       | 神奈川縣   | 秦野市   | 秦野市   | 松原町                                           | 澀澤站入口交差點              |
| E1A新東名高速道路                                                                 | 神奈川縣   | 秦野市   | 秦野市   | 菖蒲                                             | 新秦野交流道                  |
| 神奈川縣道710號神繩神山線 重複區間起點                                            | 神奈川縣   | 足柄上郡 | 松田町   |                                                  | 寄入口交差點                  |
| 神奈川縣道710號神繩神山線 重複區間終點                                            | 神奈川縣   | 足柄上郡 | 松田町   |                                                  |                               |
| 神奈川縣道72號松田國府津線                                                        | 神奈川縣   | 足柄上郡 | 松田町   | 松田惣領                                         | 新籠場交差點                  |
| 國道255號                                                                         | 神奈川縣   | 足柄上郡 | 松田町   | 松田惣領                                         | 籠場交流道                    |
| 神奈川縣道72號松田國府津線                                                        | 神奈川縣   | 足柄上郡 | 松田町   | 松田庶子                                         | 庶子交差點                    |
| 神奈川縣道721號東山北停車場線                                                     | 神奈川縣   | 足柄上郡 | 山北町   | 向原                                             | 立體交會                      |
| 神奈川縣道74號小田原山北線                                                        | 神奈川縣   | 足柄上郡 | 山北町   | 山北                                             | 宮地交差點                    |
| 神奈川縣道725號玄倉山北線                                                         | 神奈川縣   | 足柄上郡 | 山北町   | 山北                                             | 樋口橋交差點                  |
| 神奈川縣道726號矢倉澤山北線                                                       | 神奈川縣   | 足柄上郡 | 山北町   | 山北                                             | 樋口橋交差點                  |
| 神奈川縣道728號谷峨停車場線                                                       | 神奈川縣   | 足柄上郡 | 山北町   | 谷峨                                             | [ 注 16 ]                     |
| 神奈川縣道76號山北藤野線                                                          | 神奈川縣   | 足柄上郡 | 山北町   |                                                  | 清水橋交差點                  |
| 靜岡縣道394號沼津小山線                                                           | 靜岡縣     | 駿東郡   | 小山町   | 生土                                             | 生土交差點                    |
| 靜岡縣道147號山中湖小山線                                                         | 靜岡縣     | 駿東郡   | 小山町   | 藤曲                                             | 中島交流道                    |
| 小山町道（旧舊靜岡縣道147號山中湖小山線）                                         | 靜岡縣     | 駿東郡   | 小山町   | 湯船                                             |                               |
| 靜岡縣道151號須走小山線                                                           | 靜岡縣     | 駿東郡   | 小山町   | 菅沼                                             | 菅沼交差點                    |
| 靜岡縣道150號足柄停車場富士公園線                                                 | 靜岡縣     | 御殿場市 | 御殿場市 | 古澤                                             | 古澤交差點                    |
| 國道138號                                                                         | 靜岡縣     | 御殿場市 | 御殿場市 | 萩原                                             | 萩原北交差點                  |
| 靜岡縣道401號御殿場箱根線                                                         | 靜岡縣     | 御殿場市 | 御殿場市 | 茱萸澤                                           | 茱萸澤交差點                  |
| 靜岡縣道23號御殿場富士公園線 靜岡縣道153號御殿場停車場線                          | 靜岡縣     | 御殿場市 | 御殿場市 | 茱萸澤                                           | 茱萸澤丸田交差點              |
| 靜岡縣道155號瀧原富士岡線 重複區間起點                                            | 靜岡縣     | 御殿場市 | 御殿場市 | 神場                                             | 神場東交差點                  |
| 靜岡縣道155號瀧原富士岡線 重複區間終點                                            | 靜岡縣     | 御殿場市 | 御殿場市 | 駒門                                             | 久保前交差點                  |
| 靜岡縣道82號裾野交流道線                                                          | 靜岡縣     | 裾野市   | 裾野市   | 御宿                                             | 裾野交流道入口交差點          |
| 靜岡縣道394號沼津小山線 重複區間起點                                              | 靜岡縣     | 裾野市   | 裾野市   | 深良                                             | 深良新田交差點                |
| 靜岡縣道394號沼津小山線 重複區間終點                                              | 靜岡縣     | 裾野市   | 裾野市   | 深良                                             | 深良上原交差點                |
| 靜岡縣道24號富士裾野線                                                            | 靜岡縣     | 裾野市   | 裾野市   | 千福                                             | 千福交差點                    |
| E70東駿河灣環狀道路                                                               | 靜岡縣     | 駿東郡   | 長泉町   | 南一色                                           | 長泉交流道                    |
| 靜岡縣道87號大岡元長窪線                                                          | 靜岡縣     | 駿東郡   | 長泉町   | 下長窪                                           | 陣場交差點                    |
| 靜岡縣道83號沼津交流道線                                                          | 靜岡縣     | 沼津市   | 沼津市   | 岡一色                                           | 沼津交流道南交差點            |
| 靜岡縣道22號三島富士線                                                            | 靜岡縣     | 沼津市   | 沼津市   | 岡一色                                           | 岡一色交差點                  |
| 國道1號 國道414號                                                                 | 靜岡縣     | 沼津市   | 沼津市   | 大岡                                             | 上石田交流道 / 終點           |

### 峠
- 善波峠（日语：善波峠）（神奈川縣伊勢原市、秦野市境） - 新善波隧道通過。

### 周邊山岳
- 高尾山（日语：高尾山 (神奈川県)）
- 大山
- 富士山

### 周邊湖泊
- 震生湖（日语：震生湖）（神奈川縣秦野市）
- 丹澤湖（日语：丹沢湖）（神奈川縣足柄上郡山北町）
- 阿多野貯水池（靜岡縣駿東郡小山町）
- 東山湖（靜岡縣御殿場市）

## 文化創作
國道246的高知名度與對東京的重要性，讓它成為最常被各類作品提及的日本道路之一。以下列出的是部分以國道246為名或與其有關的作品或事物：
以國道246為名的歌曲、單曲、專輯或團體
- 《戀之246》（恋の246）：以古賀義彌（日语：古賀義弥）為核心的GS樂團「Leo Beats」（レオ・ビーツ，獅子座節拍）在1970年更改團名為Route No.1（ルートNo.1，一號道路）之後所推出的第一首單曲。
- 《246:3AM（日语：246:3AM）》：稻垣潤一（日语：稲垣潤一）在1982年時推出的第二張單曲作品。該曲同時也是同日推出的首張同名原創專輯《246:3AM（日语：246:3AM (アルバム)）》的主要收錄曲。
- 《Route 246》：以爵士樂手大野雄二為核心的樂團「You & Explosion Band」所發表的演奏曲，收錄於1983年發行的專輯《音樂全餐（日语：フルコース (アルバム)）》中。
- 《Route 246 Connexion（日语：246コネクション）》：女歌手萩野目洋子（日语：荻野目洋子）在1987年時發行的第7張專輯與同名主打曲。該專輯內收錄了一系列以國道246沿線的地名與避暑勝地為命名或歌詞題材的歌曲。
- 《Route 246（日语：LINDBERG I）》：搖滾樂團Lindberg（日语：LINDBERG）在1989年時推出的單曲，收錄於該樂團的首張專輯《Lindberg I》中。
- 《246傷心客》（246ハートブレイカーズ；246 Heart Breakers）：偶像出身的女歌手西野妙子（日语：西野妙子）在1991年時推出的第6張單曲唱片。
- 《246》：聲優椎名碧流（椎名へきる）與月之海樂團鼓手真矢（日语：真矢 (ドラマー)）在1997年以「真矢 with 椎名碧流」的名義所發行的對唱單曲《漂流者》的搭配B面曲。該曲之後也收錄在椎名個人於1998年推出的第5張專輯《碧眼寶貝》（Baby blue eyes）中。
- 《路線246（日语：ルート246）》：深田恭子以「深田恭子 & The Two Tones」的名義在2002年發行的單曲，惟只有「恭子與Yoshio的東京愛情故事mix」收錄在混音專輯《Flow 〜Kyoko Fukada Remixes〜》中，原版至今尚未收錄在任何的專輯中。
- 《Route 246》：女子偶像團體乃木坂46在2020年7月24日發行的數位單曲。[24]

遊戲
- 東京·Route 246：在索尼電腦娛樂（SCEI）所發行的家用遊戲機軟體《跑車浪漫旅3》（Gran Turismo 3）與其續作中，存在一條被命名為「東京·Route 246」的跑道。這條跑道是以國道246號位於澀谷至神宮外苑間的路段為基礎，進一步開發修改而成的虛構跑道，在遊戲進行中可以見到現實中真正存在的建築物並列於賽道旁。

### 備註
1. ↑  指定國道以前的大山街道是東京都道、神奈川縣道1號，昇格國道後，為避免與國道1號混淆，現在東京都道、神奈川縣道1號皆未使用[7]。

### 資料來源
1. 1 2  . e-Gov法令検索. 總務省行政管理局.   [2013-10-02]. （原始内容存档于2020-10-25）.
2. 1 2 3 4 5 6 7  . 道路統計年報2020. 國土交通省道路局.   [2021-06-04]. （原始内容 (XLS)存档于2022-03-25）.
3. ↑  . e-Gov法令検索. 總務省行政管理局.   [2013-10-02]. （原始内容存档于2020-10-05）.
4. 1 2 3 4 5  佐藤健太郎 2015，第92頁.
5. 1 2 3 4  佐藤健太郎 2015，第93頁.
6. ↑  佐藤健太郎 2015，第93–95頁.
7. 1 2 3 4  佐藤健太郎 2015，第95頁.
8. ↑  一般国道の路線を指定する政令（昭和40年3月29日政令第58号）
9. ↑  神奈川県道整理番号1番
10. ↑  東京都道整理番号5番
11. ↑   维基文库中的相關文獻：二級国道の路線を指定する政令（昭和31年7月10日政令第231号）
12. ↑  さらに八路線で あすからバス優先道路『朝日新聞』1970年（昭和45年）11月15日朝刊 12版 22面
13. 1 2  . 国土交通省関東地方整備局 東京国道事務所.   [2012-05-22]. （原始内容存档于2010-09-13）.[]
14. ↑  東京ふる里文庫11 東京にふる里をつくる会編 『渋谷区の歴史』 名著出版 昭和53年9月30日発行 p260-2
15. ↑  警視庁交通部 交通量統計表 平成20年版 p.170
16. ↑  関東地方整備局事業評価監視委員会（平成２０年度第４回）配布資料１－１６ （页面存档备份，存于） - 国土交通省関東地方整備局 2019年1月29日閲覧
17. ↑  国道16号町田立体事業パンフレット （页面存档备份，存于） - 国土交通省関東地方整備局川崎国道事務所 2019年1月29日閲覧
18. ↑  管理上的名稱，非一般通稱。參考：. 国土交通省関東地方整備局道路部.   [2012-05-22]. （原始内容存档于2022-05-01）.
19. 1 2 3  佐藤健太郎 2015，第80–83頁.
20. ↑  東京都通称道路名設定公告整理番号12、1962年4月25日
21. ↑  東京都通称道路名設定公告整理番号13、1962年4月25日
22. 1 2  浅井建爾 2001，第62頁.
23. ↑  佐藤健太郎 2015，第94–95頁.
24. ↑  .   [2020-07-16]. （原始内容存档于2020-12-19）.

## 外部連結
- 国土交通省関東地方整備局 （页面存档备份，存于）
  - 東京国道事務所 （页面存档备份，存于）
  - 川崎国道事務所 （页面存档备份，存于）
    - 国道246号について （页面存档备份，存于）
    - 歴史 （页面存档备份，存于）

  - 横浜国道事務所 （页面存档备份，存于）
- 国土交通省中部地方整備局 （页面存档备份，存于）
  - 沼津河川国道事務所 （页面存档备份，存于）
- OpenStreetMap上有關國道246號的地理